# Паспорт
Па́спорт (фр. passeport, итал. passaporto от лат. passer — проходить и port (порт) — ранее так называлось письменное разрешение на переход или «выход из порта») — государственный документ, удостоверяющий личность и гражданство владельца при пересечении границ государств и пребывании за границей. Паспорт указывает на гражданство, но не обязательно указывает на страну проживания.
Различают собственно паспорт (в России это заграничный паспорт гражданина Российской Федерации) и удостоверение личности (в России для этого используется внутренний паспорт — паспорт гражданина Российской Федерации). Во многих странах паспорт одновременно является основным удостоверением личности внутри государства (например, в Белоруссии). В некоторых странах удостоверение личности выполнено в форме пластиковой карты (например, в Азербайджане, Бельгии, Словакии, Литве, Франции, Китае, Грузии, Казахстане, Украине, Узбекистане).
Паспорт выполняется в форме брошюры, в которой делаются отметки о пересечении границы, а также проставляются (если не заключено соглашение о безвизовом режиме) визы, дающие право въезда в другую страну. Также он содержит идентификационную информацию: фотографию владельца, его имя, дату рождения, пол, место рождения и гражданство (название страны, выдавшей паспорт). Паспорт предназначен для использования по всему миру, и поэтому паспорта всех стран до некоторой степени унифицированы, а надписи на национальных языках, как правило, дублируются на английском и/или французском языке. В XXI веке многие страны мира переходят на паспорта, содержащие биометрическую информацию.
Государство, как правило, не разрешает въезд на свою территорию по паспорту непризнанного им государства, но существуют и исключения. Так, граждане Китайской Республики (Тайвань) не только могут въезжать в США, но также пользоваться упрощённым въездом по электронной визе (ESTA), хотя США с 1979 года перестали признавать Китайскую Республику. Таким образом, граждане непризнанных и частично признанных государств могут быть затруднены в перемещениях, если не имеют одновременно гражданства ещё одного государства и его паспорт.

## История
Одно из первых упоминаний о паспорте приводится в Ветхом Завете. В Книге Неемии, завершённой около 443 г. до н. э., есть следующие слова:

И сказал я царю: если царю благоугодно, то дал бы мне письма к заречным областеначальникам, чтоб они давали мне пропуск, доколе я не дойду до Иудеи, и письмо к Асафу, хранителю царских лесов, чтоб он дал мне дерев для ворот крепости, которая при доме [Божием], и для городской стены, и для дома, в котором бы мне жить. И дал мне царь, так как благодеющая рука Бога моего была надо мною.
— Неем. 2:7—8
Здесь Библия описывает события в Персидской империи во времена царя Артаксеркса I, когда служащий этому царю Неемия просит его разрешить проследовать по Персии до Иудеи и закрепить это разрешение в письменном виде, выдав документ, выполняющий функции современного паспорта.
В Египте ещё на заре ислама господствовал строгий паспортный режим. Никто не имел права покинуть свой округ без разрешения властей. «Кто где-либо, в пути или при переезде с места на место, или при пересадке на берег, или при посадке на корабль будет обнаружен без паспорта (сиджил), того следует задерживать, судно и его содержимое должно быть конфисковано и сожжено» — так, по имеющимся сведениям, распорядился правитель в 720 году. Такие паспорта сохранились в виде папирусов. При Тулунидах для того, чтобы покинуть Египет, необходимо было иметь паспорт (джаваз), в котором должны были быть отмечены даже отъезжающие рабы.
В Исламском Халифате паспортом служил чек об уплате специальных налогов: закят для мусульман или джизья для немусульман. Таким образом, путешествовать в другие районы Халифата разрешалось только законопослушным налогоплательщикам. В принципе аналогичная система применяется во многих современных странах, в том числе в России, когда должникам ограничивают выезд за границу по решению суда или отзывают паспорт.
В России, согласно Соборному уложению 1649 года, аналогом загранпаспорта служила «проезжая грамота». Для поездки в «иное государство» подданным требовалось «бить челом государю … (или) воеводам о проезжей грамоте»; в обязанности воевод входило выдавать эти проезжие грамоты «безо всякого задержания».

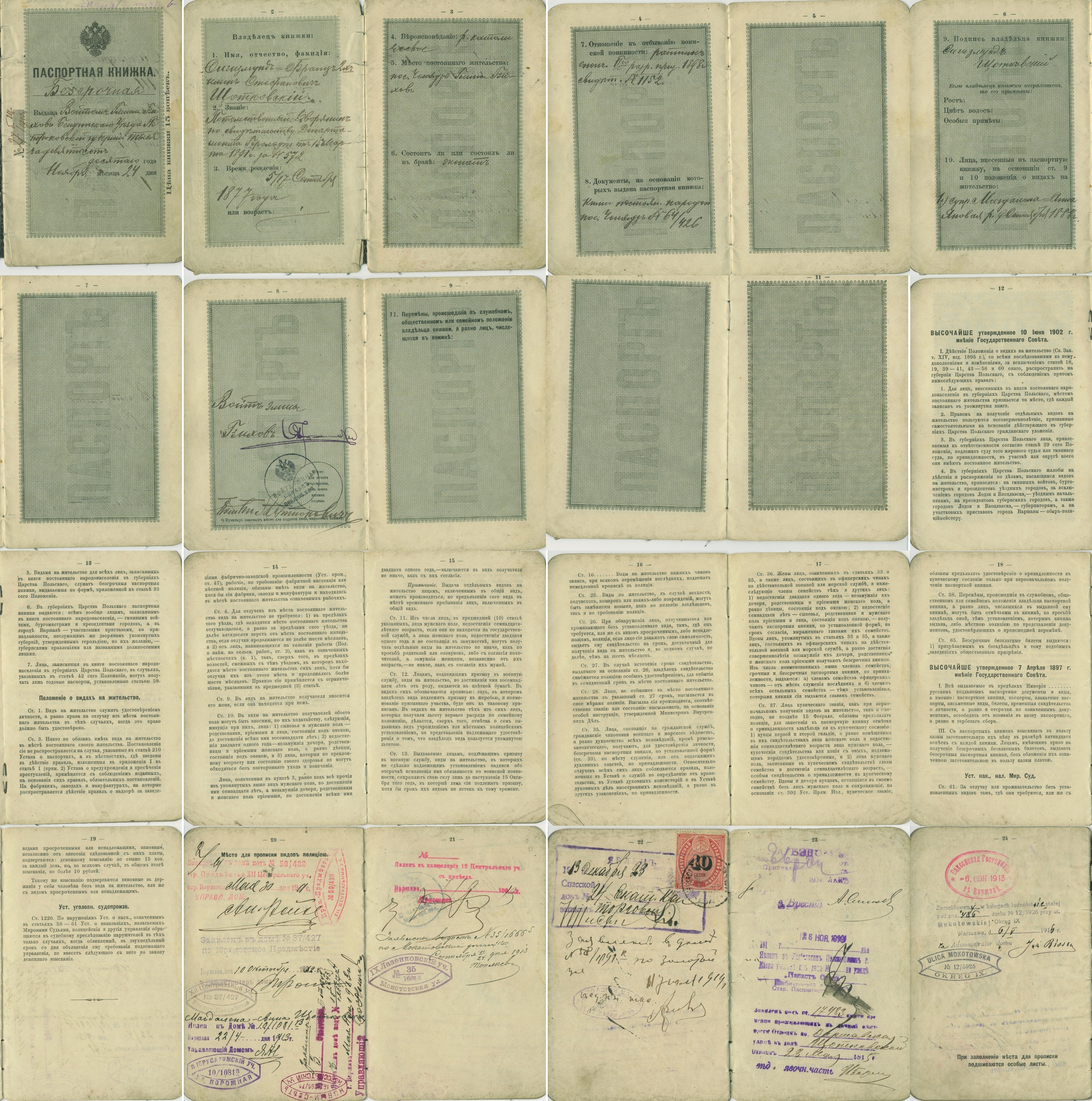
Бессрочная паспортная книжка Российской империи, выданная в 1910 году

До начала XX века паспорта содержали только текстовые поля с перечислением антропометрических данных обладателя, а с 1915 года с распространением фототехнологии стала обязательной фотография владельца.

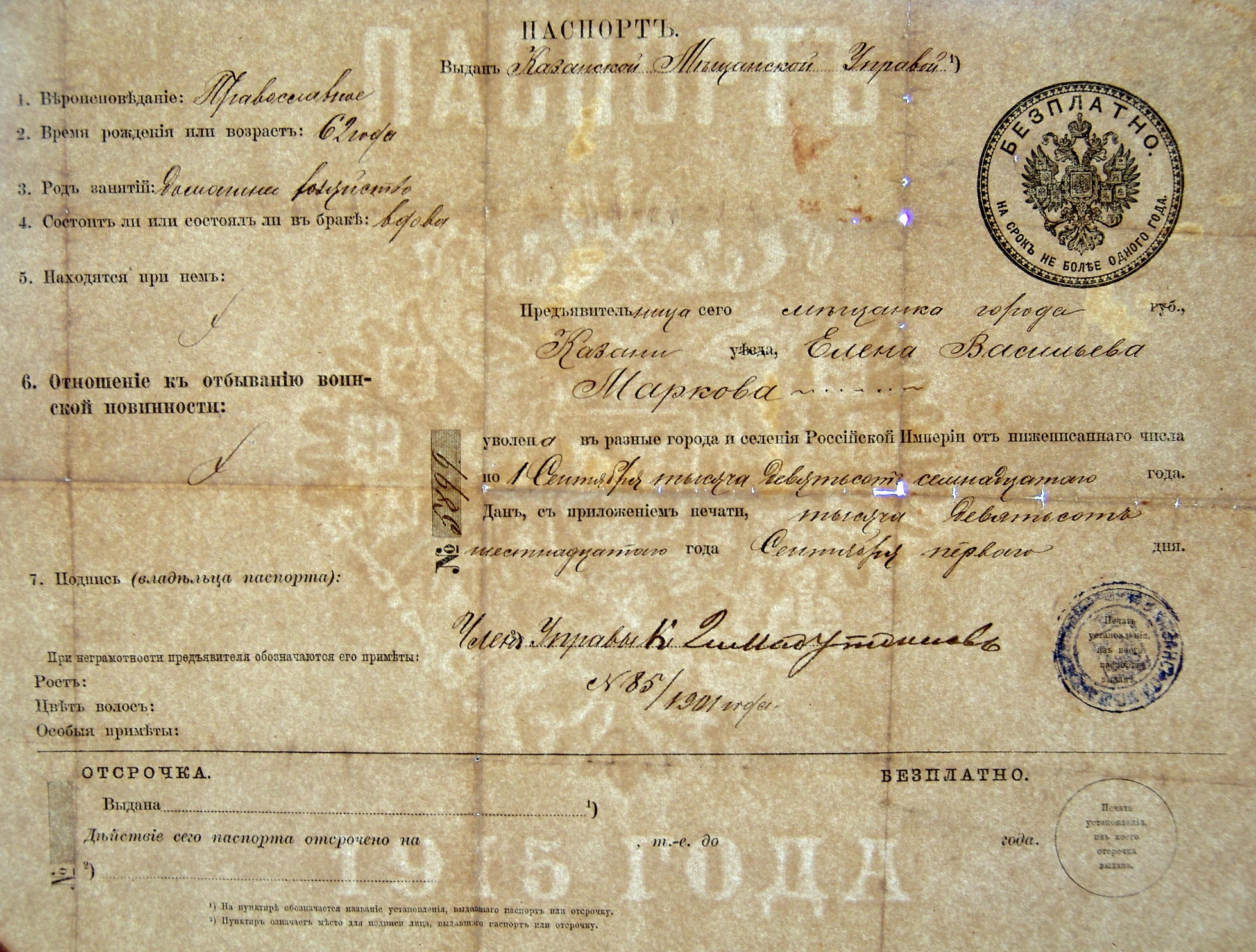
Временный паспорт Российской империи, выданный в 1916 году

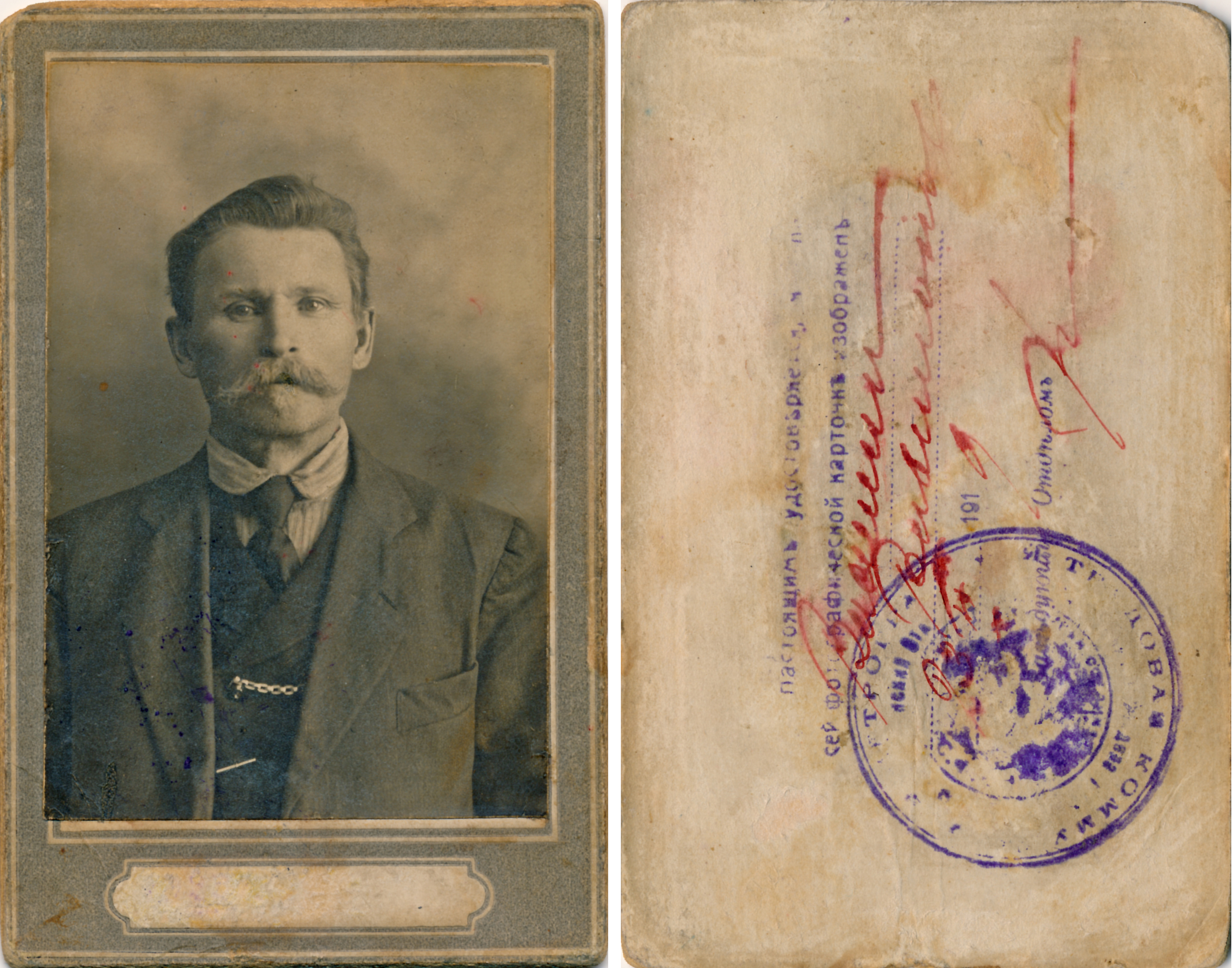
Удостоверение личности, выданное в 1919 году Петроградской трудовой коммуной

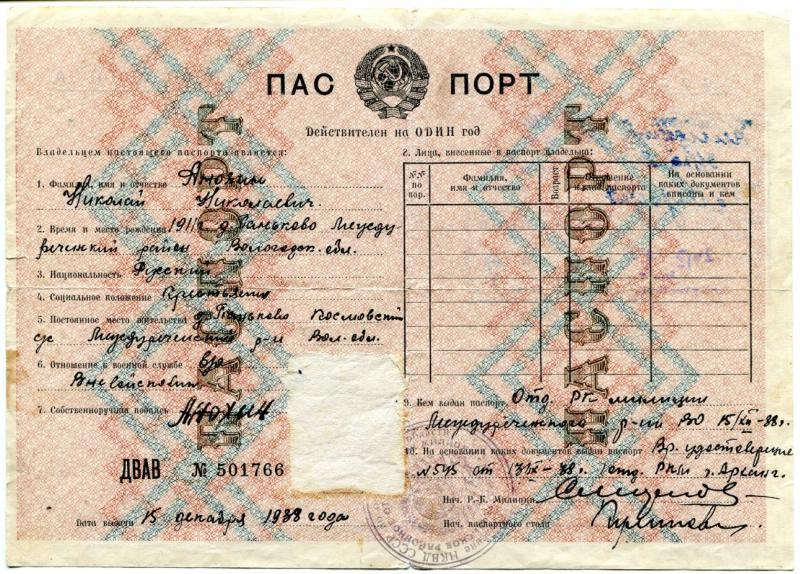
Паспорт колхозника 1930-х годов

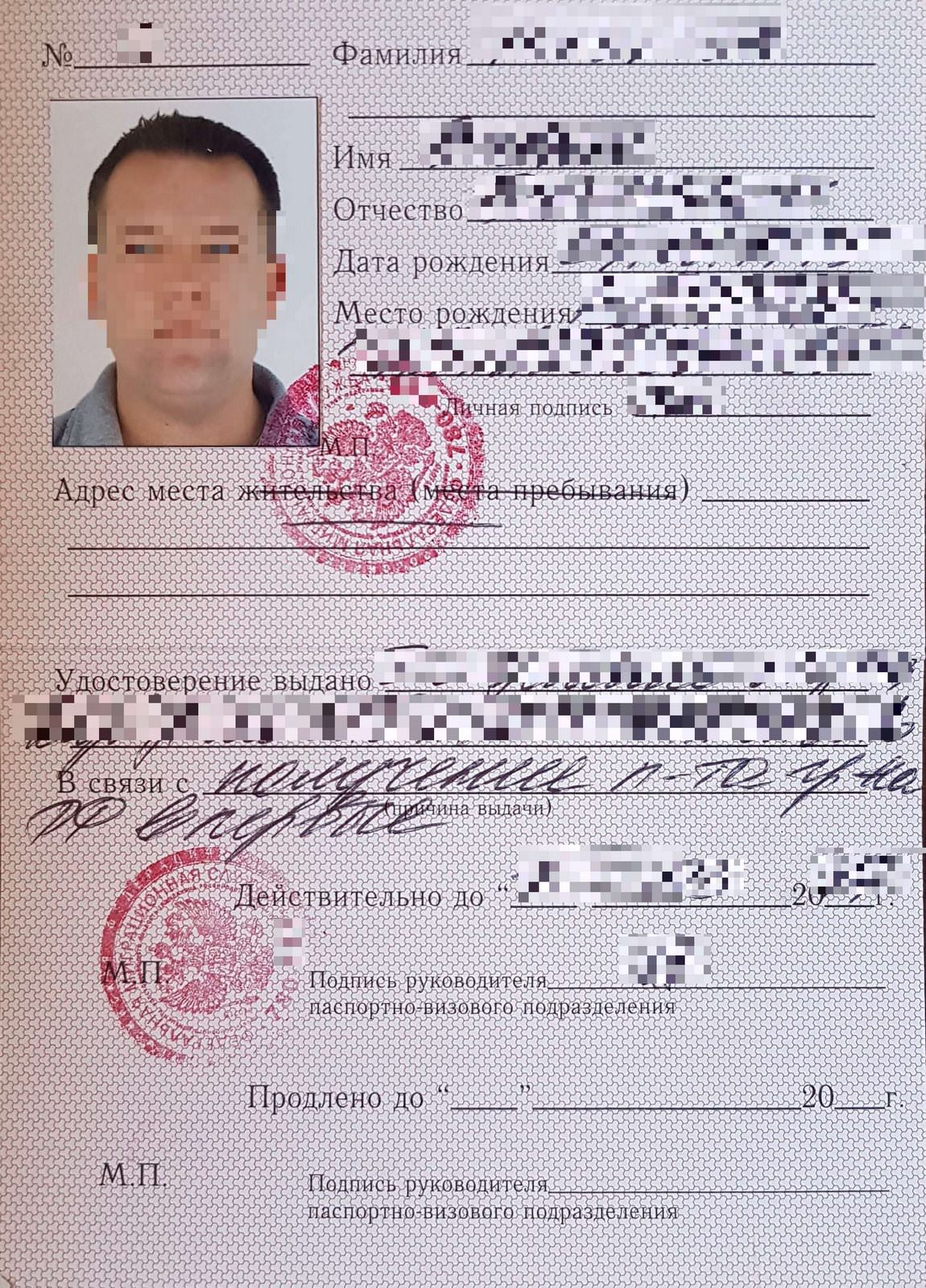
Временное удостоверение личности гражданина РФ, 2018 год

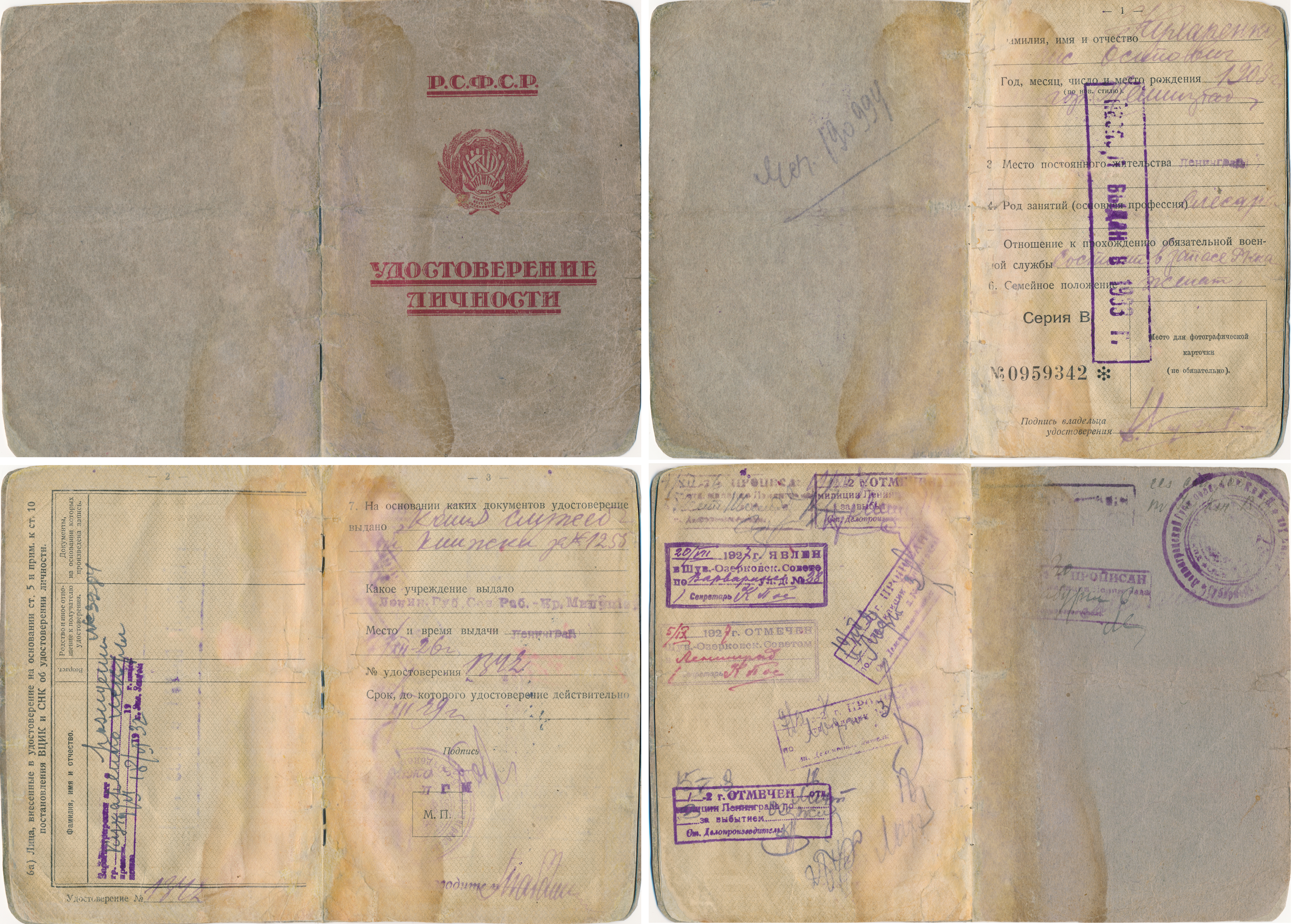
Удостоверение личности 1926 года со штампом о выдаче паспорта в 1933 году и отметками о прописке

Начало паспортизации положено ещё в XV веке строгими мерами, принимавшимися в то время против бродяг и нищих. Так как последние составляли тогда наиболее значительную часть лиц, менявших своё местопребывание, то на обязанности путешественников, не желавших, чтобы с ними поступали как с бродягами, лежало доказать своё отличие от бродяг. С середины XVII века значение паспорта, как разрешения на отлучку из местожительства, всё более и более увеличивается: для воспрепятствования дезертирству появляются военные паспорта (Militärpass), от приезжающих из зараженных или зачумленных стран требуется так называемый чумный паспорт (Pestpass); затем появляются особые паспорта для евреев, для ремесленных учеников; в то же время возникает обязанность регистрации паспорта.
Высшего развития паспортная система достигает в конце XVIII века и начале XIX века, главным образом во Франции; воспрещалась всякая отлучка, даже внутри государства, без получения установленного паспорта. Паспортная система в руках политической полиции явилась средством легчайшего нахождения лиц, опасных для государства, и в особенности обнаружения шпионов во время тогдашних беспрерывных войн. После Наполеоновских войн паспортные стеснения остались прежние; сделаны были лишь некоторые облегчения для пограничных сношений, а бедным паспорта выдавались бесплатно, и также бесплатно производилась их регистрация (Германия и Франция). Долголетний опыт показал, что обязательная выдача паспорта и регистрация, с одной стороны, не достигают цели, так как при усилившемся передвижении людей регистрация обратилась в простую формальность, а с другой стороны, совершенно напрасно стесняют путешественников, большая часть которых совершенно безвредны. Наоборот, неблагонадежные могут проживать по подложным и чужим паспортам. Между тем, паспортная система, ограничивая свободу передвижения человека, вместе с тем задерживает и промышленное развитие страны. Поэтому в середине XIX столетия паспортные стеснения в государствах Западной Европы постепенно смягчаются.

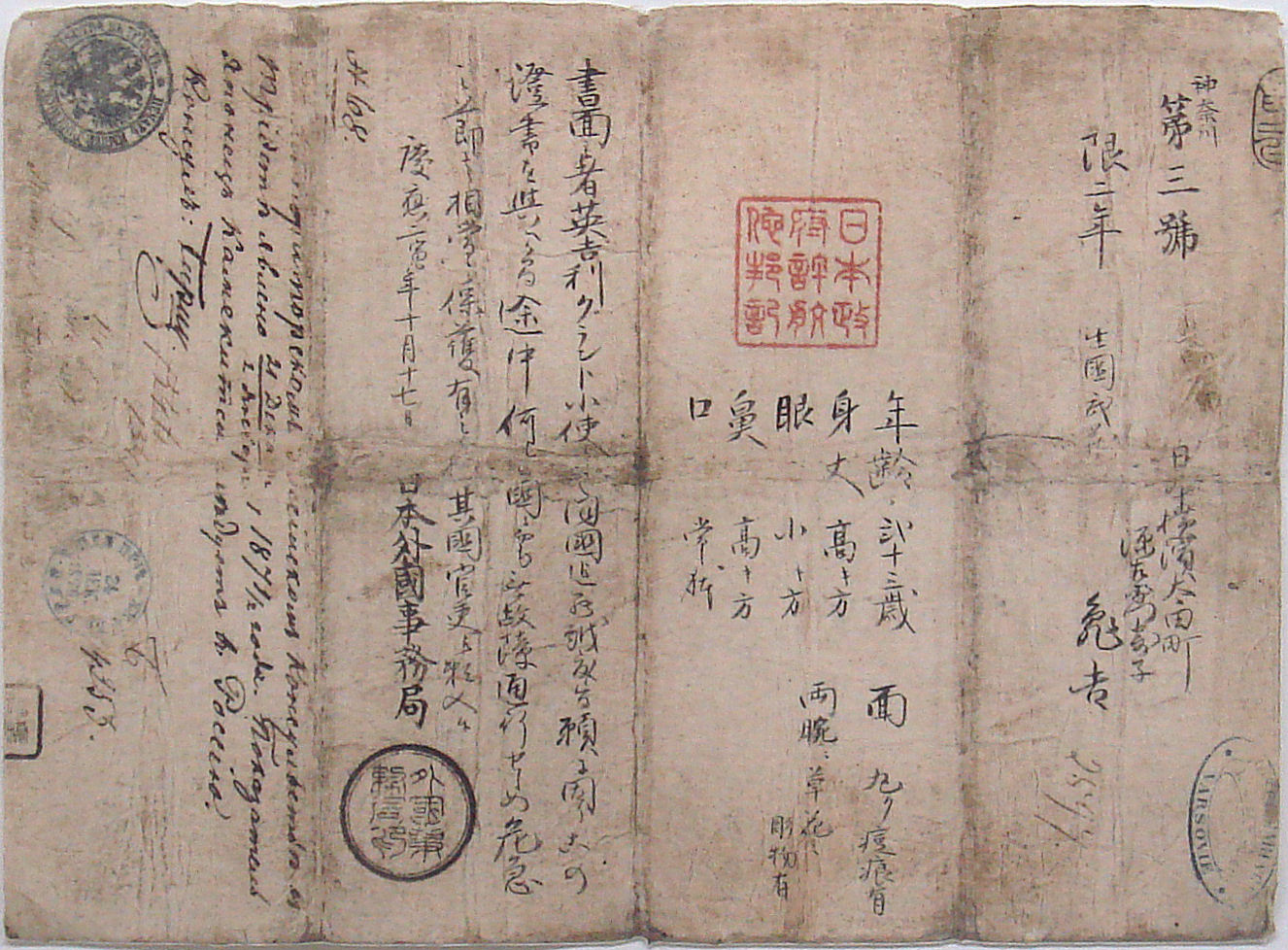
Первый японский паспорт (1866 год)

Слом паспортной системы в начале XX века в Европе был результатом развитого железнодорожного движения. Железнодорожная система, резко выросшая в середине XIX века, позволяла перемещаться быстро огромному количеству пассажиров и пересекала множество границ. Это сделало традиционную паспортную систему в Европе слишком сложной, и от неё пришлось отказаться. В Османской империи и в царской России паспортная система сохранилась в дополнение к системе внутренних паспортов, контролирующих передвижение внутри страны.
Во время Первой мировой войны правительства европейских стран усилили пограничный контроль в целях безопасности (защиты от шпионажа) и для управления миграционными потоками квалифицированной рабочей силы. Такое управление сохранилось после Второй мировой войны и стало рутинной процедурой. Известно, что британские туристы 1920-х сетовали на «недемократическую» процедуру, особо много жалоб выпадало на требование фотографий и антропометрические данные.
В 1920 году Лига Наций провела специальную конференцию по паспортам и проездным документам. Принципы паспортной системы были определены также на следующих конференциях в 1926 и 1927 годах.
ООН провела аналогичную конференцию в 1963 году, но об основных принципах глобальной паспортной системы договориться не удалось. В начале 1980-х такие рекомендации были в основном приняты (под покровительством ИКАО). Например, в них был утверждён полиграфический формат современного паспорта — многостраничный буклет размером 88,0 × 125,0 мм.
С 1 апреля 2010 года ряд государств начал выдавать только машиносчитываемые паспорта, содержащие биометрические и другие данные (сведения о визах, цифровое фотографическое изображение лица, отпечатков пальцев и/или изображение(я) радужной оболочки глаза), хранящиеся на кристалле бесконтактной интегральной схемы.

## Типы паспортов
Паспортная терминология в широкой степени стандартизирована по всей планете.
Паспорта разделяются на две категории:
- для использования внутри страны (удостоверение личности)
- для использования за рубежом (выездной документ[англ.]).

Типы паспортов следующие:
Общегражданский (туристический) заграничный паспорт (Ordinary passport)
Выдаётся гражданам, направляющимся за границу.
Служебный или официальный паспорт (Official passport)
Выпускается для избранной категории лиц, не претендующих на дипломатический иммунитет. Российское законодательство очерчивает круг граждан, которым выдаётся служебный паспорт: это сотрудники дипломатических миссий, не обладающие дипломатическим иммунитетом, депутаты муниципальных образований, сотрудники государственных корпораций и некоторые другие лица.
Дипломатический паспорт (Diplomatic passport)
Выпускается для дипломатов и консульских сотрудников и членов их семей. Обладание дипломатическим паспортом не означает автоматического обладания дипломатическим иммунитетом. Наделение статусом дипломата и дипломатическим иммунитетом производится принимающим государством в соответствии со своим законодательством и международными дипломатическими конвенциями, если государство является их участником. Также обладание дипломатическим паспортом не означает права безвизового въезда в любую другую страну. Как правило, даже если въезд в страну производится в безвизовом для туристов и обычных граждан порядке, в дипломатический паспорт требуется получать дипломатическую визу. Однако в настоящее время в большинство стран Евросоюза безвизовый въезд граждан России возможен именно по дипломатическому паспорту. В соответствии с российским законодательством право на дипломатический паспорт имеют высшие должностные лица, включая президента России.
В исключительных обстоятельствах некоторые государства могут практиковать выдачу своих дипломатических паспортов иностранным VIP-гражданам, находящимся в ссылке за границей, с целью охраны и повышения статуса подобного политэмигранта. В Российской Федерации подобной практики нет.
Временный или «аварийный» паспорт
Выдаётся в случае утери или кражи основного паспорта. На территории России для граждан России таким документом является временное удостоверение личности. За границей России функцией подобного документа обладает свидетельство на возвращение.
Паспорт (удостоверение личности) моряка (Seaman’s passport)
Паспорт моряка является действительным документом для выезда и въезда в государство на судне, в судовую роль которого включен владелец паспорта моряка. В Российской Федерации паспорт моряка отменен с 1 января 2014 года; с 1 января 2009 года он заменяется (на основании постановления Правительства Российской Федерации от 18 августа 2008 г. № 628) на удостоверение личности моряка.
Коллективный паспорт (Group passport)
Выдаётся определённой группе лиц, путешествующих вместе, например, группе школьников в сопровождении учителя. Должен признаваться страной, в которую следуют владельцы паспорта.
Семейный паспорт
Выдаётся для членов семьи путешественника — отца, матери, жены или жён, детей. Выдаётся на одно лицо. Это лицо может путешествовать в одиночку, с некоторыми или всеми указанными в паспорте родственниками. Вместе с тем сами эти родственники не могут путешествовать по этому паспорту без лица-владельца.
Laissez-passer

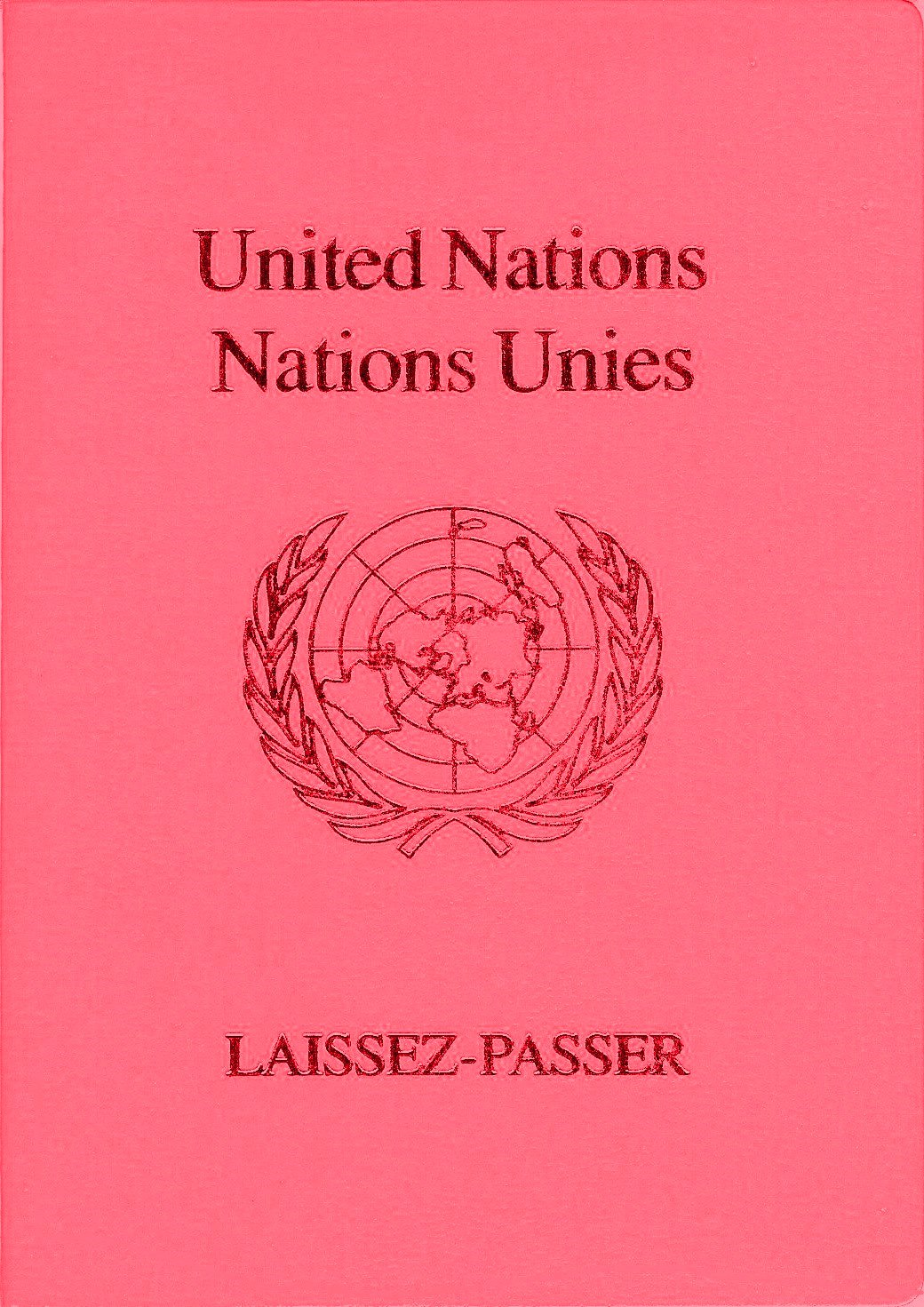
Дипломатический Паспорт (laissez-passer) Организации Объединённых Наций

Выездной документ (англ. travel document), который не является национальным паспортом, но выполняет функции паспорта. Laissez-passer выдаётся международными организациями (например, паспорт ООН). Также в некоторых странах в определённых ситуациях выдаётся взамен паспорта (например, в Латвии, Эстонии и Дании жителям страны без гражданства, на Украине до 2015 года выдавался детям, путешествующим без родителей, в Израиле выдаётся в случае многократной утери паспорта, а также в определённых ситуациях длительного проживания вне страны).
Паспорт иностранца/негражданина (Alien’s passport)
Документ, не являющийся национальным паспортом, но выполняющий функции такового в некоторых обстоятельствах, например в случае безгражданства (частое явление в Латвии, Дании и Эстонии), или резидента-негражданина (паспорт негражданина Чехии).
Внутренний паспорт (удостоверение личности)
Основной документ, удостоверяющий личность гражданина какого-либо государства на территории данного государства.
На территории США удостоверением личности является водительское удостоверение.
Паспорт почётного гражданина
Документ, не являющийся национальным паспортом, выдаваемый страной или организацией за исключительные заслуги, как правило, не-гражданам. Например паспорт почётного гражданина США или паспорт гражданина мира.
Камуфляжный паспорт
Камуфляжный паспорт — это хорошо полиграфически выполненный документ, подтверждающий своему обладателю гражданство государства, которое уже не существует (или никогда не существовало). Службы безопасности и другие спецслужбы различных государств нередко занимаются изготовлением камуфляжных паспортов для тех или иных целей. Нередко камуфляжные паспорта изготовляются для помощи преступникам и террористам. Камуфляжный паспорт не приписывает своему обладателю гражданства какого-либо из существующих государств; в строгом смысле изготовление, оформление, продажа и покупка таких паспортов законодательно не запрещена. Тем не менее попытка пересечения государственной границы по такому паспорту, как правило, уголовно наказуема в любой стране мира.
Фантастический паспорт (Fantasy passport)
Также не признаётся государствами и не подходит для пересечения границ. Фантастический паспорт отличается от камуфляжного тем, что его выпускает от своего имени реально существующая неправительственная организация, группа или фонд. В некоторых случаях выпуск фантастического паспорта имеет цель рекламы этой организации. Фантастический паспорт — это всего лишь шутка или сувенир.
Паспорт без фотокарточки
В настоящее время не признается государствами, как, впрочем, и кредитно-дебетовые карточки банков с фотографиями или некоторые разновидности электронных читательских билетов

## Стандарты Международной организации гражданской авиации
Международная организация гражданской авиации (ИКАО) установила стандарт, носящий рекомендательный характер, который регламентирует требования к удостоверениям личности. Однако во многих странах (включая Россию), существуют внутренние законы, требующие использовать стандарты ИКАО там, где отсутствуют национальные стандарты.

3.9 Рекомендуемая практика. Договаривающимся государствам следует включать биометрические данные в свои машиносчитываемые паспорта, визы и другие официальные проездные документы, используя одну или несколько факультативных технологий хранения данных в дополнение к машиносчитываемой зоне, технические требования к которой указаны в документе Doc 9303 «Машиносчитываемые проездные документы». Требуемые данные, хранящиеся на кристалле интегральной схемы, аналогичны напечатанным на странице данных; то есть это данные, содержащиеся в машиносчитываемой зоне, плюс цифровое фотографическое изображение лица. Изображение(я) отпечатков пальцев и/или изображение(я) радужной оболочки глаза являются факультативной биометрией для Договаривающихся государств, решивших дополнить изображение лица ещё одним биометрическим параметром в паспорте. Договаривающиеся государства, включающие биометрические данные в свои машиносчитываемые паспорта, хранят данные на кристалле бесконтактной интегральной схемы, соответствующей стандарту ИСО/МЭК 14443 и программируемой в соответствии с логической структурой данных, определённой ИКАО.
3.10 Договаривающиеся государства начинают выдавать только машиносчитываемые паспорта в соответствии с техническими требованиями части 1 документа Doc 9303 не позднее 1 апреля 2010 года.
Примечание. Данное положение не имеет целью препятствовать выдаче немашиносчитываемых паспортов с ограниченным сроком действия в экстренных случаях.
3.10.1 Для паспортов, выданных после 24 ноября 2005 года, не являющихся машиносчитываемыми, Договаривающиеся государства должны обеспечить, чтобы дата окончания их срока действия была ранее 24 ноября 2015 года.
3.15 Договаривающиеся государства должны выдавать индивидуальный паспорт каждому гражданину, независимо от его возраста.
— Приложение №9 к Чикагской конвенции.
Конвенция не требует от подписавших её стран безоговорочно следовать стандартам.

### Машиносчитываемая зона
Стандартом ИКАО 9303 определяется машиносчитаемая зона паспорта (англ. Machine Readable Zone, MRZ), которая обычно расположена в нижней части страницы с идентификационной информацией. Она присутствует на паспортах многих стран мира и представляет собой две строчки символов, предназначенных для автоматического считывания.
Первая строка символов содержит в себе информацию о типе паспорта (если применяется), стране, выдавшей паспорт, а также имя и фамилию владельца паспорта.
Вторая строка содержит в себе номер паспорта, страну выдачи паспорта, дату рождения, пол владельца паспорта, срок окончания действия паспорта, а также идентификационный номер в форме, принятой в той стране, которая выпустила паспорт.

## Номер паспорта
Последовательность букв/цифр номера паспорта у многих стран уникальна:
| Государство  | № паспорта              | Количество букв (C) и цифр (D) |
| ------------ | ----------------------- | ------------------------------ |
| Россия       | DD DD DDDDDD DDDDDDDDD  | 10 D 9 D                       |
| Украина      | CCDDDDDD DDDDDDDDD      | 2 C, 6 D 9 D                   |
| Белоруссия   | CCDDDDDDD               | 2 C, 7 D                       |
| Литва        | CCDDDDDD DDDDDDDD       | 2 C, 6 D 8 D                   |
| Латвия       | CCDDDDDDD DDDDDDD       | 2 C, 7 D 7 D                   |
| Эстония      | CDDDDDDD                | 1 C, 7 D                       |
| Армения      | CCDDDDDDD               | 2 C, 7 D                       |
| Казахстан    | CDDDDDDD DDDDDDD        | 1 C, 7 D 7 D                   |
| Кыргызстан   | CCDDDDDDD               | 2 C, 7 D                       |
| Узбекистан   | CC DDDDDDD              | 2 C, 7 D                       |
| Туркменистан | CDDDDDDD                | 1 C, 7 D                       |
| Израиль      | DDDDDD DDDDDDD DDDDDDDD | 6 D 7 D 8 D                    |
| Индонезия    | CDDDDDD                 | 1 C, 6 D                       |
| США          | DDDDDDDDD               | 9 D                            |

Последовательность DDDDDDDDD (9 D) действует для загранпаспортов, выдаваемых министерством внутренних дел России и США.

## Паспорт России

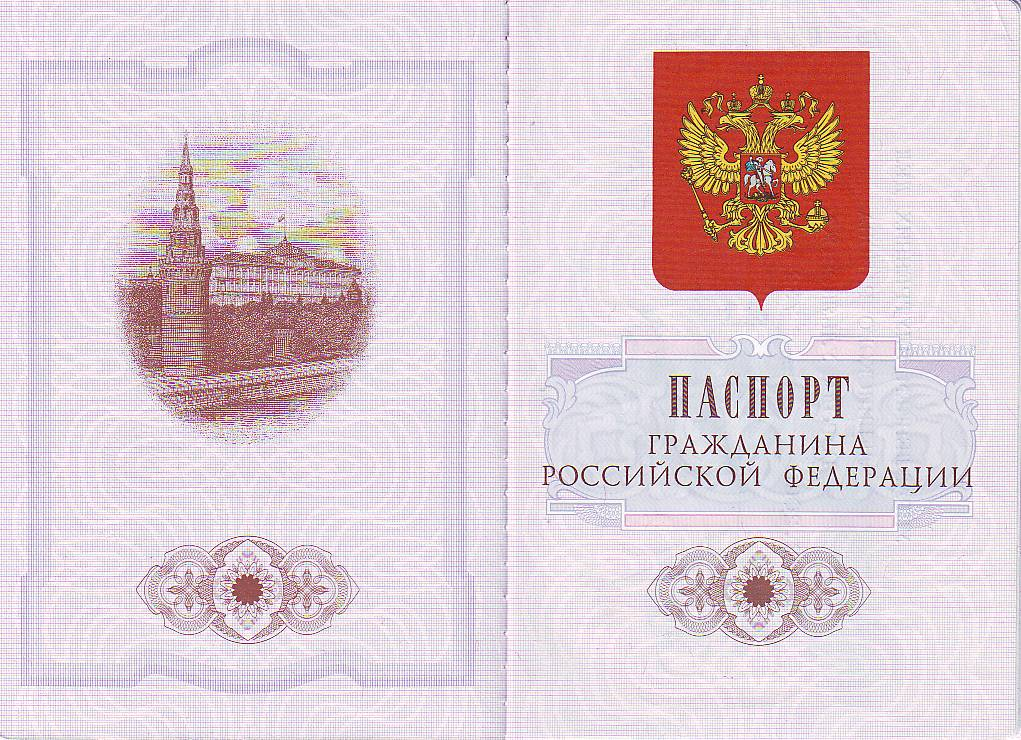
Российский паспорт

В России внутренний паспорт «является основным документом, удостоверяющим личность гражданина Российской Федерации на территории Российской Федерации» (из Положения о паспорте гражданина Российской Федерации). Внутренний паспорт не подтверждает гражданство Российской Федерации, так как это право носит заявительный характер (ФЗ-62 от 31.05.2002). Кроме внутренних общегражданских паспортов, документами, удостоверяющие личность российских граждан за границей, являются общегражданский заграничный, дипломатический паспорта и (удостоверение личности/ паспорт моряка. В России и ПМР (Приднестровье), помимо современной версии документа, имеет хождение паспорт гражданина СССР (код документа 01).
Российские внутренние паспорта выдаются гражданам, достигшим 14 лет. По достижении владельцем возраста 20 и 45 лет паспорт заменяется новым документом. В российском паспорте фиксируется фамилия, имя и отчество гражданина, дата и место его рождения, пол, семейное положение, регистрация, сведения о воинской обязанности, данные о выдаче заграничного паспорта. Иногда в паспорта также ставятся специальные отметки, например, группа крови и ИНН.